# Lili Pollatz

Lili Engelsmann als Studentin in Leipzig, 1909

Lili Louise Pollatz, geborene Lily Engelsmann, (* 8. November 1883 in Leipzig; † 1. März 1946 in Haarlem, Niederlande) war eine deutsche Reformpädagogin, Übersetzerin und Mitglied der deutschen Jahresversammlung der Quäker.

## Familie und Beruf
Lily (sie persönlich benutzte immer die Schreibweise Lili) Engelsmann, später verheiratete Pollatz, stammte väterlicherseits aus einer Kaufmannsfamilie, die in der Mitte des 19. Jahrhunderts in Augsburg mit einem Käsehandel ansässig und wohlhabend geworden war. Ihr Vater Karl Johann Engelsmann (22. Juni 1853 – 6. Dezember 1928) arbeitete als technischer Direktor einer Kammgarnspinnerei. Am 5. April 1881 heiratete er Laura Knode (4. November 1862 – 23. Oktober 1927), mit der er fünf Kinder hatte. Der älteste Sohn wurde in Fourmies (einem nordfranzösischen Zentrum der Wollspinnerei) geboren, Lili, ein weiterer ihr nachfolgender Bruder und zwei jüngere Schwestern in Leipzig, wo sich im letzten Drittel des 19. Jahrhunderts ebenfalls eine bedeutende Textilindustrie angesiedelt hatte.
In Leipzig war 1865 der Allgemeine Deutsche Frauenverein (ADF) gegründet worden, was den organisatorischen Beginn der bürgerlichen Frauenbewegung bedeutete. 1894 richtete der ADF in Leipzig „Realgymnasialkurse für Mädchen“ ein, die Mädchen und jungen Frauen die Möglichkeit eröffneten, das Abitur abzulegen – die Voraussetzung dafür, dass sich Frauen, die bisher an den deutschen Universitäten bestenfalls als Gasthörerinnen geduldet waren, eine reale Möglichkeit für ein vollwertiges Universitätsstudium erschloss. Es dauerte dann zwar noch einmal über zehn Jahre, bis das sächsische Kultusministerium mit Erlass vom 10. April 1906 die Immatrikulationsordnung so änderte, dass sich nun auch Frauen regulär immatrikulieren konnten. Aber die Absolventinnen dieser Kurse, zu denen auch Lili Engelsmann gehörte, konnten von dieser neuen Möglichkeit dann auch sofort Gebrauch machen: Gemeinsam mit 29 anderen Studentinnen schrieb sich Lili Engelsmann noch im April 1906 an der Universität Leipzig für ein Lehrerinnenstudium in den Fächern Englisch, Deutsch und Geschichte ein. Sie war damit nach einer Medizinstudentin, die sich zwei Tage vor ihr eingeschrieben hatte, die erste reguläre Studentin der Philosophischen Fakultät der Universität Leipzig (Immatrikulationsdatum 21. April 1906). Nur vier Wochen nach ihrer Immatrikulation, am 5. Mai 1906 schlossen sich die dreißig Leipziger Studentinnen im „Verein immatrikulierter Studentinnen“ zusammen (insgesamt gab es im Sommersemester 1906 in Leipzig 4147 Studenten, die Studentinnen stellten also nur 0,7 % der Gesamtstudentenschaft). Lili Engelsmann war Gründungsmitglied des Vereins und bis Abschluss ihres Studiums, das sie zwischenzeitlich auch nach London und Oxford geführt hatte, im Oktober 1910 auch dessen Schriftführerin. Nach ihrem Tode schrieb ihr späterer Ehemann Manfred Pollatz über seine Frau, dass sie „mit Energie und Enthusiasmus sich bereits früh für die Rechte der weiblichen Jugend in der Erziehung und Ausbildung“ eingesetzt habe, „so wie es Helene Lange, Alice Salomon und Gertrud Bäumer als Vorkämpferinnen erstrebten.“ Doch habe sie den „harte[n] geistigen Kampf mit Tradition und Vorurteilen“ eher als Pflicht empfunden, denn als menschlich befriedigend. Anders sei es mit der sozialen Arbeit gewesen, insbesondere mit den studentischen Unterrichtskursen für Arbeiter, an denen sie mitwirkte und bei denen sie auch Manfred Pollatz kennenlernte. Das Paar heiratete am 27. Dezember 1915 in Dresden und bekam in den folgenden Jahren gemeinsam insgesamt vier Kinder.
Vor der Eheschließung hatte Lili Engelsmann – zeitweise gemeinsam mit Manfred Pollatz – an der Altstädter Höheren Mädchen- und Frauenschule in Dresden unterrichtet. Nach der Heirat kündigten beide den öffentlichen Schuldienst, um in Klotzsche (damals ein Kurort) eine eigene Schule zu gründen, in der sie ihre pädagogischen Reformideen, das Arbeitsschulprinzip und die Gemeinschaftserziehung, umsetzen wollten. Ursprünglich hatten sie neben einer Realschule für Jungen und Mädchen auch die Einrichtung von Frauenschulkursen geplant, in denen sich junge Mädchen, die bereits eine gewisse Vorbildung hatten, weiterbilden konnten. Lili Pollatz, die gemeinsam mit ihrem Mann die Leitung der Schule innehatte, sollte diese Kurse übernehmen. Diese wurden jedoch nur einmal im April 1916 angeboten. Entweder war der Bedarf für solche Kurse in Klotzsche nicht groß genug oder aber die sich rasant entwickelnde Pollatzsche Wald- und Tagesschule band alle Kräfte des Ehepaars. Denn in dieser Schule, die ursprünglich mit nur sechs Schülern ab Klasse 5 (nach heutiger Zählung) gestartet war, wurden während des Krieges nicht nur zeitweise über hundert Schüler und Schülerinnen gleichzeitig unterrichtet, sondern, um das pädagogische Konzept von Anfang an und nahtlos umzusetzen, entgegen der ursprünglichen Planung auch Schüler und Schülerinnen der Elementarklassen aufgenommen, also direkt nach der Einschulung. Finanziert wurde die Schule übrigens nicht nur durch das damals allgemein übliche Schulgeld, sondern auch mit Kapital, das nicht nur aus der Familie von Manfred Pollatz, sondern auch von der Familie Engelsmann stammte. Manfred Pollatz attestierte Lili in seinem nach ihrem frühen Tod verfassten Lebensbild, dass sie in ihrer gemeinsamen Schule „mit freudigster Hingabe alle ihre pädagogischen wie hausfraulichen Eigenschaften entfalten konnte, wenn auch unter stärkster körperlicher Beanspruchung durch diese doppelte Arbeit und durch die materiellen Schwierigkeiten.“ Damit verwies er zugleich auf die allgemeine schwierige Versorgungslage der Bevölkerung während des Ersten Weltkriegs wie auch auf die zusätzliche Beanspruchung Lilis durch Schwangerschaften und Kleinkinder (Lili Pollatz hatte noch während des Krieges zwei Töchter geboren und war am Ende des Krieges mit dem einzigen Sohn schwanger, eine weitere Tochter wurde erst nach dem Krieg geboren).
Nachdem die pollatzsche Waldschule aufgrund der Neuordnung des Schulsystems in der Weimarer Republik hatte schließen müssen, fand Lili Pollatz keine ihr angemessene außerhäusliche pädagogische Tätigkeit mehr. Ihr Mann unterrichtete seit 1921 an der staatlichen Landesschule Dresden, einem reinen Jungeninternat. Manfred Pollatz versuchte 1930 vergeblich, seine älteste Tochter als externe Schülerin an dieser Schule aufnehmen zu lassen. Umso weniger war es denkbar, dass seine Frau an dieser Schule hätte unterrichten können, obwohl dies, da die Schule ebenfalls dem Arbeitsschulgedanken verpflichtet war und zudem seit 1927 in Klotzsche angesiedelt war, durchaus naheliegend gewesen wäre. Lili Pollatz beschränkte sich daher bis zur Emigration 1934 in die Niederlande auf die Organisation ihrer Familie, ihr Engagement bei der Gesellschaft der Freunde, den Quäkern, deren Mitglied sie seit 1929 war, und ließ vor allem in den Zeiten hoher Arbeitslosigkeit am Ende der Weimarer Republik ihr soziales Engagement in Arbeiterbildungskursen, in denen sie Englisch unterrichtete, wiederaufleben. Außerdem kümmerte sie sich nach der „Machtübernahme“ der Nationalsozialisten um die Familien von Inhaftierten.

## Emigration und Engagement für die Quäker und für jüdische Kinder

Die Weiße Feder: Erste Ausgabe nach Beginn des Zweiten Weltkriegs 1939

Nachdem ihr Mann im Juli 1933 aus politischen Gründen seine Stellung an der Landesschule gekündigt und im August 1933 dann auch für eine Woche inhaftiert worden war, entschloss sich die Familie zur Emigration in die Niederlande und begründete im holländischen Haarlem eine Zufluchtstätte für gemäß der Nürnberger Gesetze jüdische und sogenannte „halbjüdische“ Kinder, die zugleich eine Heimschule war. Dort unterrichtete Lili Pollatz auch wieder regelmäßig. Aus organisatorischen Gründen hatte man die etwa 15 Kinder, die im Pollatzschen Haus Zuflucht gefunden hatten, in zwei Altersgruppen geteilt (über und unter 13 Jahre). Lili Pollatz unterrichtete sie in Englisch, Mathematik und Religion und Manfred Pollatz in Deutsch, Geschichte und Erdkunde. Holländische Lehrkräfte waren für Zeichnen, Musik, Turnen und niederländischen Sprachunterricht zuständig. Generell wurde auf Spracherwerb besonderen Wert gelegt, und Lilis Englischstunden wurden auch von Flüchtlingen besucht, die sich in den Niederlanden auf ihre Emigration (zumeist in die USA) vorbereiteten.
Auch während der Emigration setzte das Ehepaar Pollatz sein Engagement für und in der Gesellschaft der Freunde (Quäker) fort. 1931 hatten Lili und Manfred Pollatz die Herausgabe einer eigenen  Jugendzeitschrift der Quäker, „Die weiße Feder“, angeregt, die sie dann auch von Haarlem aus weiter monatlich herausgaben und für die insbesondere Lili Pollatz Beiträge einwarb, Abdruckgenehmigungen einholte, fremdsprachige Texte übersetzte, zusammenfasste oder nacherzählte und die dafür notwendige ausgedehnte Korrespondenz führte (die Zeitschrift wurde in 23 Länder verschickt). Nachdem 1933 der bisherige Redakteur Wilhelm (William) Hubben in die USA emigriert war, hatten Lili und Manfred Pollatz auch die Schriftleitung des „Quäkers“ übernommen, in dem Lili  Übersetzungen und Berichte insbesondere über die Aktivitäten der Quäker in den USA und in Großbritannien veröffentlichte. 1940 musste „Die weiße Feder“ ebenso wie die Mitgliederzeitschrift „Der Quäker“ eingestellt werden. Auch von den Niederlanden aus nahmen sowohl Manfred als auch Lili Pollatz weiter an den Arbeitsausschusssitzungen der deutschen Quäker in Bad Pyrmont teil. Allein 1937 reiste das Paar insgesamt sieben Mal nach Deutschland. Gleichzeitig fand Lili Pollatz noch Zeit, ihre schon in Deutschland mit der Übertragung von John Woolmans „A Plea for the Poor“ (erschienen 1931) begonnene Übersetzungstätigkeit mit der Veröffentlichung einer Zusammenfassung der in Richard Greggs 1934 veröffentlichten Buch niedergelegten Gedanken „Über die wirkende Kraft der Gewaltlosigkeit“ fortzusetzen. Getarnt als Buchbesprechung verhalf Lili Pollatz auf diese Weise der innerhalb der  Quäker schon seit den Zwanziger Jahren immer wieder diskutierten Haltung der Gewaltlosigkeit zu einer größeren Öffentlichkeit: „Nur wer den Mut hat zum Kämpfen  und dennoch davon absteht, ist der wahre Friedenskämpfer“, schrieb sie darin. Sehr erfolgreich war dann auch ihre Übersetzung von William Axlings „Kagawa“, die 1939 erschien und mehrere Auflagen erlebte.
Im Übrigen war Lili Pollatz mit der Organisation des großen Haushalts beschäftigt, zu dem nach der Besetzung der Niederlande durch Deutschland auch noch Babys und Kleinkinder von deportierten niederländischen Juden gehörten. Besonders als seit 1938 die Zahlung von Manfreds Pension aus Deutschland ausblieb, war die finanzielle und materielle Versorgung der ihr anvertrauten Kinder eine tägliche logistische und menschliche Herausforderung, die Lili und Manfred Pollatz nur mit der Unterstützung ihrer leiblichen Kinder und der tatkräftigen Hilfe aller Schüler auf der Grundlage einer so weit wie möglich gehenden  Selbstversorgung (Eigenanbau von Obst und Gemüse) meisterten. Die Kombination von pädagogischer und hausfraulicher Tätigkeit, die mehr war als ein bloßes Nebeneinander, sondern sich gegenseitig bedingte, zieht sich also durch Lili Pollatz gesamtes (berufliches) Leben. Als „Seele unserer Hilfsarbeit in all den Jahren“ bezeichnete Manfred Pollatz seine Frau in einem seiner Lebensläufe.
Nachdem Manfred Pollatz verhaftet und in ein Konzentrationslager gebracht worden war und  sich ihr Sohn Karl-Heinz, der Medizin studiert hatte, um seinen Vater und die noch im Haus verbliebenen jüdischen Kinder zu retten, als Arzt an die Front gemeldet hatte, war der Alltag der Familie von der Angst, entdeckt und ebenfalls deportiert zu werden, überschattet. Nach der Rückkehr Manfreds aus dem KZ Dachau Anfang Oktober 1944 bestimmte dann die Sorge um den Sohn Lili und Manfreds Leben, der dann auch aus dem Krieg nicht zurückkehren sollte. Zu diesem Zeitpunkt war Lili Pollatz schon mehrere Jahre an Brustkrebs erkrankt, der zunächst erfolgreich operiert werden konnte. Doch die fehlenden Behandlungsmöglichkeiten, die schlechte Ernährung und die ständige Angst hatten die Krankheit wieder aufbrechen lassen. Lili Pollatz starb am 1. März 1946. Zu ihrem Gedächtnis pflanzten jüdische Freunde im Rahmen des Aufforstungsprogramms des Jüdischen Nationalfonds in Palästina/Israel einen Baum für sie in einem Gedächtnishain in Jerusalem.

## Werke (Auswahl)
- John Woolman: Für die Armen! Ein Ruf nach Gerechtigkeit. Eine Quäkerbotschaft von der sozialen Pflicht (übersetzt und eingeleitet von Lili und Manfred Pollatz), Berlin-Lübars 1931.
- Lili Pollatz: Die wirkende Kraft der Gewaltlosigkeit (nach Richard Gregg), o. O. o. J. [Ansbach 1936].
- William Axling: Kagawa (übersetzt von Manfred und Lili Pollatz), 1. Auflage, Bad Pyrmont 1939; 2. Auflage Bad Pyrmont 1946.

## Ehrungen
- 2013 wurden Manfred und Lili Pollatz von dem Staat Israel als Gerechte unter den Völkern geehrt.[1]

- Auf Initiative von Isobel Wijnberg wurde am 4. Mai 2014 vor dem Haus der Familie Pollatz in Haarlem, Westerhoutpark 14, eine Gedenktafel angebracht, die an ihren Einsatz für die Rettunge jüdischer Kinder, ihre Opferbereitschaft und ihren Mut erinnern soll.[2]